# Крафт (князь Гогенлое-Лангенбурзький)
Крафт Гогенлое-Лангенбурзький (нім. Kraft zu Hohenlohe-Langenburg), повне ім'я Крафт Александр Ернст Людвіґ Георг Еміх Гогенлое-Лангенбурзький (нім. Kraft Alexander Ernst Ludwig Georg Emich zu Hohenlohe-Langenburg), (25 червня 1935 — 16 березня 2004) — князь Гогенлое-Лангенбурзький у 1960—2004 роках, син попереднього князя Гогенлое-Лангенбурзького Ґотфріда та грецької принцеси Маргарити. Президент Міжнародної федерації класичних автівок у 1983—1996 роках.

## Біографія
Крафт народився 25 червня 1935 року у Швебіш-Галлі за часів Третього Рейху. Він став першим із виживших дітей принца Ґотфріда Гогенлое-Лангенбурзького та його дружини Маргарити Грецької та Данської. Згодом родина поповнилася трьома молодшими синами та донькою. Мешкали вони у замку Лангенбург, літо інколи проводили у замку Васкерхайм. Головою родини був дід Ернст II.
Батько невдовзі вступив до лав НСДАП, як і більша частина родини, однак згодом розчарувався в політиці фюрера. Під час Другої світової війни воював на Східному фронті. У 1950 році він став князем Гогенлое-Лангенбурзьким, а за десять років пішов з життя, передавши титул Крафту.
Юнак перед цим здобував освіту в галузі лісоводства та банківської справи.

В ніч із 23 на 24 січня 1963 року в замку Лангенбург сталася сильна пожежа, яка зруйнувала східне крило, частину північного, башту з годинником. Пожежна команда Лангенбургу мало що могла зробити, довелося чекати допомогу зі Штутгарта. Були знищені кімнати Крафта та його матері Маргарити. Вартість ремонту становила 5 мільйонів марок. Крафт зміг їх отримати лише продавши замок Васкерхайм. 24 травня 1965 року королева Єлизавета II із принцом Філіпом навідали його у Лангенбурзі з приватним візитом у рамках державного турне Німеччиною.

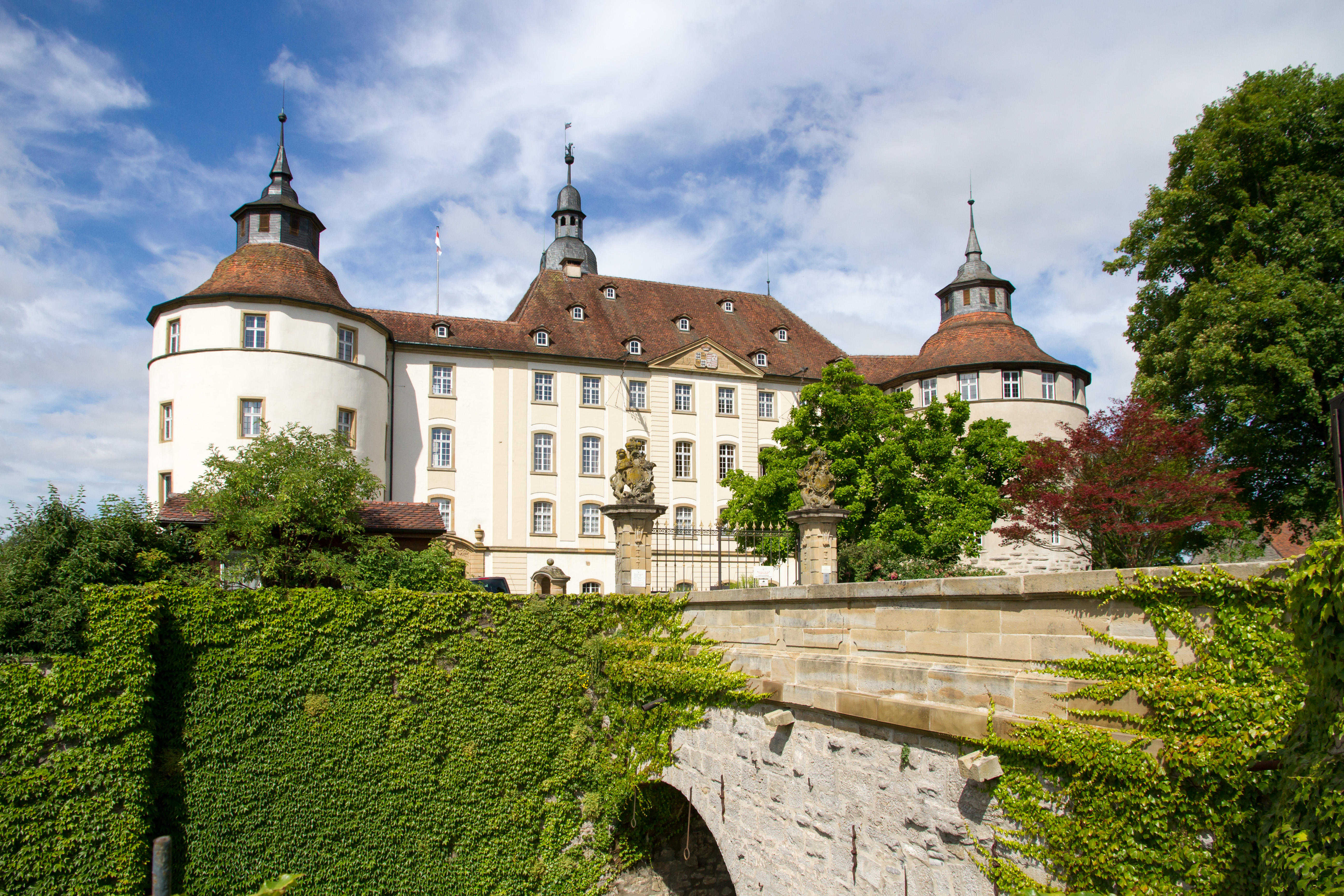
Замок Лангенбург у 2017 році

Перед своїм 30-річчям князь узяв шлюб із 26-річною принцесою Шарлоттою фон Крой. Весілля відбулося 5 червня 1965 у Лангенбурзі. Вінчання пройшло у замку Цвінгенберг 16 липня 1965. Як обручку Крафт подарував Шарлотті рубінове кільце своєї матері, яке вціліло під час пожежі. У пари народилося троє дітей. 20 березня 1970 році Крафт відкрив у замку Лангенбург музей автівок. У зв'язку з великою кількістю відвідувачів за два роки виставковий зал довелося розширити та додати експонатів.
50-літній ювілей князя відвідали, окрім принца Філіпа з принцесою Енн, королева Іспанії Софія, король Греції Костянтин II із дружиною Анною-Марією, та численні гості.
26 травня 1990 році князівське подружжя розлучилося у Крайльсгаймі. За два роки Крафт узяв новий шлюб із австрійкою Ірмою Поспеш, яка працювала перекладачкою. Весілля відбулося 22 травня 1992 у Ґраці. Нареченому було 56 років, нареченій — 45. Дітей у пари не було.
Крафт пішов з життя 16 березня 2004 у Швебіш-Галлі від наслідків важкої хвороби. Похований на родинному цвинтарі Лангенбургу біля батьків.

## Титули
- 25 червня 1935—11 травня 1960 — Його Світлість Принц Крафт Гогенлое-Лангенбурзький;
- 11 травня 1960—16 березня 2004 — Його Світлість Князь Гогенлое-Лангенбургу.

## Родина
Дружина — Шарлотта фон Крой
Дітиː
- Сесилія (нар. 1967) — була одружена із графом Кірілом Амадео де Коммарк, наразі — дружина Аджоя Мані, дітей не має;
- Філіп (нар. 1970) — князь Гогенлое-Лангенбурзький від 2004 року, одружений із Саскією Літою Біндер, має трьох дітей;
- Ксенія (нар. 1972) — дружина Макса Золтманна, має сина та доньку.

Дружина — Ірма Поспеш
Дітей не було